# Гест, Айвор, 3-й виконт Уимборн
Айвор Фокс-Стрэнгуэйс Гест, 3-й виконт Уимборн (англ. Ivor Fox-Strangways Guest, 3rd Viscount Wimborne; 2 декабря 1939 — 17 декабря 1993) — британский пэр.

## Биография
Родился 2 декабря 1939 года в Колчестере. Старший сын Айвора Гровенора Геста, 2-го виконта Уимборна (1903—1967) и его жены леди Мейбл Эдит Фокс-Стрэнгуэйс (1918—1995), дочери Джайлза Фокс-Стрэнгуэйса, 6-го графа Илчестера. Уильям Уолтон сочинил «Set me as a seal on youre heart» для свадьбы своих родителей .
Его дедом по отцовской линии был Айвор Гест, 1-й виконт Уимборн (1873—1939), британский политик и один из последних лордов-лейтенантов Ирландии, занимавший эту должность во время Пасхального восстания в 1916 году . Он получил образование в Итонском колледже.
7 января 1967 года после смерти своего отца Айвор Гест унаследовал титулы 3-го виконта Уимборна из Канфорд-Магна в графстве Дорсет, 3-го барона Эшди-Сент-Леджерса из Эшби Сент-Леджерса в графстве Нортгемптоншир, 4-го барона Уимборна из Канфорд-Магна в графстве Дорсет и 5-го баронета Геста из Доулайса в Гламоргане, став членом Палаты лордов Великобритании.
Он был управляющим директором Harris & Dixon Group с 1967 по 1976 год.

## Личная жизнь
Виконт Уимборн был женат дважды. 20 декабря 1966 года он женился первым браком на Виктории Энн Вигорс, дочери полковника Мервина Дойна Вигорса. Дети от первого брака:
- Айвор Мервин Вигорс Гест, 4-й виконт Уимборн (род. 19 сентября 1968)[5] , который женился на Иеве Имсе[6].

В 1983 году он женился вторым браком на Венеции Маргарет Баркер (урожденной Куорри) (род. 1942), дочери Ричарда Бриджеса Сент-Джона Куорри. Дети от второго брака:
- Достопочтенная Илона Шарлотта Гест (род. 24 февраля 1985), которая вышла замуж за Оливера Хилтона-Джонсона в 2012 году[7].

Его вдова, ныне вдовствующая виконтесса Уимборн, живет в Фонтен-л’Аббе, Франция.